# 시오지리 고지로
시오지리 고지로(일본어: 塩尻 孝二郎, 1949년 11월 23일 ~ )는 일본의 외교관이다. 주인도네시아 특명전권대사를 거쳐 2011년부터 2014년까지 유럽 연합 대표부 대사를 지냈다.

## 인물
교토부 출신으로 게이오기주쿠 대학 경제학부에 재학 중인 1972년 8월에 외무공무원 채용 시험에 응시하여 합격했고 이듬해 1973년 게이오기주쿠 대학을 졸업과 동시에 외무성에 입성했다.

## 주요 경력
- 1992년 1월 : 외무성 경제국 국제경제제1과장
- 1994년 2월 : 대신관방 재외공관과장
- 1996년 2월 : 주대한민국 일본대사관 참사관
- 1997년 1월 : 주대한민국 일본대사관 공사
- 1998년 4월 : 대신관방 총무과장
- 2000년 4월 : 대신관방 외무참사관(경제국 담당)
- 2001년 1월 : 대신관방 심의관(경제국 담당), 외무성 기밀비 유용 사건으로 감봉 처분
- 2002년 1월 : 대신관방 심의관(유럽국 담당)
- 2002년 8월 : 대신관방 심의관(외무성 개혁추진본부 사무국장)
- 2003년 4월 : 주미국 일본대사관 공사
- 2005년 1월 : 대신관방장
- 2008년 4월 : 주인도네시아 특명전권대사[1]
- 2011년 4월 : 유럽 연합 대표부 대사
- 2014년 10월 1일 : ANA 홀딩스 주식회사 상근 고문[2]
  - 벨기에 일본인회 명예고문, 공익재단법인 오카자키 가헤이타 국제장학재단 평의원[3]